# Grues
|  | No s'ha de confondre amb grua. |

Grues és un municipi francès situat al departament de Vendée i a la regió de País del Loira. L'any 2007 tenia 760 habitants.

## Demografia

### Població
El 2007 la població de fet de Grues era de 760 persones. Hi havia 356 famílies de les quals 110 eren unipersonals (53 homes vivint sols i 57 dones vivint soles), 159 parelles sense fills, 68 parelles amb fills i 19 famílies monoparentals amb fills.
La població d'habitants censats ha evolucionat segons el següent gràfic:

### Habitatges
El 2007 hi havia 1.052 habitatges, 366 eren l'habitatge principal de la família, 642 eren segones residències i 44 estaven desocupats. 884 eren cases i 4 eren apartaments. Dels 366 habitatges principals, 314 estaven ocupats pels seus propietaris, 46 estaven llogats i ocupats pels llogaters i 7 estaven cedits a títol gratuït; 1 tenia una cambra, 8 en tenien dues, 66 en tenien tres, 126 en tenien quatre i 165 en tenien cinc o més. 320 habitatges disposaven pel capbaix d'una plaça de pàrquing. A 214 habitatges hi havia un automòbil i a 121 n'hi havia dos o més.

### Piràmide de població
La piràmide de població per edats i sexe el 2009 era:
| Homes | Edats   | Dones |
| ----- | ------- | ----- |
| 0     | 95 o +  | 0     |
| 4     | 90 a 94 | 0     |
| 4     | 85 a 89 | 20    |
| 20    | 80 a 84 | 12    |
| 24    | 75 a 79 | 32    |
| 40    | 70 a 74 | 32    |
| 40    | 65 a 69 | 44    |
| 32    | 60 a 64 | 28    |
| 8     | 55 a 59 | 16    |
| 16    | 50 a 54 | 20    |
| 48    | 45 a 49 | 20    |
| 20    | 40 a 44 | 28    |
| 12    | 35 a 39 | 16    |
| 24    | 30 a 34 | 8     |
| 28    | 25 a 29 | 20    |
| 8     | 20 a 24 | 20    |
| 16    | 15 a 19 | 32    |
| 8     | 10 a 14 | 0     |
| 4     | 5 a 9   | 4     |
| 16    | 0 a 4   | 16    |

## Economia
El 2007 la població en edat de treballar era de 417 persones, 261 eren actives i 156 eren inactives. De les 261 persones actives 229 estaven ocupades (124 homes i 105 dones) i 32 estaven aturades (17 homes i 15 dones). De les 156 persones inactives 96 estaven jubilades, 16 estaven estudiant i 44 estaven classificades com a «altres inactius».

### Ingressos
El 2009 a Grues hi havia 398 unitats fiscals que integraven 836,5 persones, la mediana anual d'ingressos fiscals per persona era de 17.243 €.

### Activitats econòmiques
Dels 31 establiments que hi havia el 2007, 1 era d'una empresa alimentària, 12 d'empreses de construcció, 6 d'empreses de comerç i reparació d'automòbils, 1 d'una empresa de transport, 4 d'empreses d'hostatgeria i restauració, 3 d'empreses financeres, 2 d'empreses de serveis i 2 d'empreses classificades com a «altres activitats de serveis».
Dels 13 establiments de servei als particulars que hi havia el 2009, 1 era una oficina bancària, 1 taller de reparació d'automòbils i de material agrícola, 3 paletes, 1 guixaire pintor, 2 fusteries, 2 electricistes, 1 empresa de construcció, 1 perruqueria i 1 restaurant.
Dels 2 establiments comercials que hi havia el 2009, 1 era una fleca i 1 una peixateria.
L'any 2000 a Grues hi havia 44 explotacions agrícoles que ocupaven un total de 3.960 hectàrees.

## Equipaments sanitaris i escolars
El 2009 hi havia una escola elemental.

## Poblacions properes
El següent diagrama mostra les poblacions més properes.